# Nannaria
Nannaria (лат.) — род двупарноногих многоножек семейства Xystodesmidae из отряда многосвязов (Polydesmida). Около 80 видов. Распространён в США.

## Распространение и экология
Северная Америка: США. Наннарию можно найти на большей части востока Соединенных Штатов: от западного Арканзаса на восток до непосредственной близости от Филадельфии (Пенсильвания), на север до западного Нью-Йорка и на юг до центральной части Миссисипи. Юго-восточный край ареала близко следует за Аппалачами, хотя образцы из центральной части Северной Каролины и Миссисипи предполагают, что популяции в конечном итоге могут быть обнаружены к югу от Аппалачей в таких штатах, как Техас и Флорида. Точно так же разрозненные популяции могут существовать в центральном и южном Иллинойсе, как это видно в соседних Индиане и Миссури. Обитают во влажных смешанных лесах с тсугой, клёном, дубом, тюльпанным деревом, гамамелисом и соснами на разных высотах от нескольких сотен до полутора тысяч метров.

## Описание
Мелкие двупарноногие многоножки, их длина от 15 до 38 мм. Основная окраска коричневая: паранота красная, оранжевая, белая или (реже) жёлтая — редко соединены метатергальными одноцветными полосами. Общий фон тусклый, от бледно-коричневого до темно-черного. Стернум самца с парамедианными лопастями между 4-й парой ног; каудальные края 8-18 стернумов преобразованы в подтазиковые шипы. Прегоноподальные коготки лапок лопатчатые (искривленная лопатовидная форма прегоноподальных коготков у самцов является уникальной аутапоморфией и повсеместно присутствует в трибе Nannariini, включая виды Oenomaea pulchella и Nannaria). Постгоноподальные коготки лапок двояковыпуклые. Представители рода Nannaria отличаются от других родов подсемейства Rhysodesminae, за исключением монотипического рода Oenomaea, изогнутой лопатообразной формой предгоноподных коготков у самцов по сравнению с двоякоизогнутой формой у других родов Rhysodesminae. Nannaria отличаются от Oenomaea более округлой паранотой у Nannaria (по сравнению с более острой и крючкообразной у Oenomaea) и гоноподными признаками Oenomaea. Живут в лесной подстилке, где питаются гниющими листьями и другими растительными остатками.

## Классификация и этимология
Около 80 видов. Род был впервые выделен в 1918 году американским биологом Ральфом Чемберлином (1879—1967), а его таксономический объём и валидный статус подтверждены в 2022 году американскими зоологами Дереком Хенненом, Джексоном Минсом и Полом Мареком (Политехнический университет Виргинии, Блэксберг, США). Родовое название произведено от латинизированного греческого слова nannos, означающего «карлик», относящегося к сравнительно небольшому размеру этого рода среди представителей семейства Xystodesmidae.
- Nannaria acroteria Hennen, Means & Marek, 2022
- Nannaria aenigma Means, Hennen & Marek, 2021
- Nannaria alpina Means, Hennen & Marek, 2021
- Nannaria ambulatrix Means, Hennen & Marek, 2021
- Nannaria amicalola Hennen, Means & Marek, 2022
- Nannaria antarctica Hennen, Means & Marek, 2022
- Nannaria asta Means, Hennen & Marek, 2021
- Nannaria austricola Hoffman, 1950
- Nannaria blackmountainensis Means, Hennen & Marek, 2021
- Nannaria bobmareki Means, Hennen & Marek, 2021
- Nannaria botrydium Means, Hennen & Marek, 2021
- Nannaria breweri Means, Hennen & Marek, 2021
- Nannaria castanea (McNeill, 1887)
- Nannaria castra Means, Hennen & Marek, 2021
- Nannaria caverna Means, Hennen & Marek, 2021
- Nannaria cingulata Means, Hennen & Marek, 2021
- Nannaria conservata Chamberlin, 1940
- Nannaria cryomaia Means, Hennen & Marek, 2021
- Nannaria cymontana Hennen, Means & Marek, 2022
- Nannaria daptria Means, Hennen & Marek, 2021
- Nannaria davidcauseyi Causey, 1950
- Nannaria dilatata (Hennen & Shelley, 2015)
- Nannaria domestica Shelley, 1975
- Nannaria equalis Chamberlin, 1949
- Nannaria ericacea Hoffman, 1949
- Nannaria filicata Hennen, Means & Marek, 2022
- Nannaria fowleri Chamberlin, 1947
- Nannaria fracta Means, Hennen & Marek, 2021
- Nannaria fritzae Means, Hennen & Marek, 2021
- Nannaria hardeni Means, Hennen & Marek, 2021
- Nannaria hippopotamus Means, Hennen & Marek, 2021
- Nannaria hokie Means, Hennen & Marek, 2021
- Nannaria honeytreetrailensis Means, Hennen & Marek, 2021
- Nannaria ignis Means, Hennen & Marek, 2021
- Nannaria kassoni Means, Hennen & Marek, 2021
- Nannaria komela Means, Hennen & Marek, 2021
- Nannaria laminata Hoffman, 1949
- Nannaria liriodendra Hennen, Means & Marek, 2022
- Nannaria lithographa Hennen, Means & Marek, 2022
- Nannaria lutra Hennen, Means & Marek, 2022
- Nannaria marianae Hennen, Means & Marek, 2022
- Nannaria mcelroyorum Means, Hennen & Marek, 2021
- Nannaria minor Chamberlin, 1918
- Nannaria missouriensis Chamberlin, 1928
- Nannaria monsdomia Means, Hennen & Marek, 2021
- Nannaria morrisoni Hoffman, 1948
- Nannaria nessa Hennen, Means & Marek, 2022
- Nannaria oblonga (Koch, 1847)
- Nannaria ohionis Loomis & Hoffman, 1948
- Nannaria orycta Hennen, Means & Marek, 2022
- Nannaria paraptoma Hennen, Means & Marek, 2022
- Nannaria paupertas Means, Hennen & Marek, 2021
- Nannaria piccolia Means, Hennen & Marek, 2021
- Nannaria rhododendra Hennen, Means & Marek, 2022
- Nannaria rhysodesmoides (Hennen & Shelley, 2015)
- Nannaria rutherfordensis Shelley, 1975
- Nannaria scholastica Means, Hennen & Marek, 2021
- Nannaria scutellaria Causey, 1942
- Nannaria serpens Means, Hennen & Marek, 2021
- Nannaria sheari Means, Hennen & Marek, 2021
- Nannaria shenandoa Hoffman, 1949
- Nannaria sigmoidea (Hennen & Shelley, 2015)
- Nannaria simplex Hoffman, 1949
- Nannaria solenas Means, Hennen & Marek, 2021
- Nannaria spalax Hennen, Means & Marek, 2022
- Nannaria spiralis Hennen, Means & Marek, 2022
- Nannaria spruilli Means, Hennen & Marek, 2021
- Nannaria stellapolis Means, Hennen & Marek, 2021
- Nannaria stellaradix Means, Hennen & Marek, 2021
- Nannaria suprema Means, Hennen & Marek, 2021
- Nannaria swiftae Hennen, Means & Marek, 2022
- Nannaria tasskelsoae Means, Hennen & Marek, 2021
- Nannaria tennesseensis (Bollman, 1888)
- Nannaria tenuis Means, Hennen & Marek, 2021
- Nannaria terricola (Williams & Hefner, 1928)
- Nannaria tsuga Means, Hennen & Marek, 2021
- Nannaria vellicata Hennen, Means & Marek, 2022
- Nannaria wilsoni Hoffman, 1949